# Estudio trascendental n.º 6

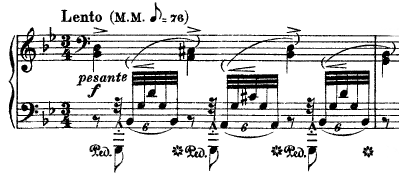
Inicio del Estudio trascendental n.º 6

El Estudio trascendental n.º 6 en Sol menor (subtitulado Vision) es el sexto de los doce Estudios Trascendentales de Franz Liszt. 
Es un estudio de las extensiones de la mano, el movimiento de las manos en direcciones opuestas, notas dobles y arpegiadas y trémolos. En teoría se considera que es un estudio fácil, al menos en comparación con el resto de los otros trascendentales de Liszt. Su dificultad reside en la expresión y la coherencia. A primera vista puede parecer una marcha fúnebre, lo cual requiere una gran calidad interpretativa, además de una sección central muy virtuosa que, según el mismo Liszt escribió, debe ser tocada con gran exaltación.
- Datos: Q2680928